# Jeorjos Saridakis
Jeorjos Saridakis (gr. Γεώργιος Σαριδάκης; ur. 17 lipca 1938 w Kritsy, nomos Lasiti, Kreta) – grecki polityk, prawnik, urzędnik państwowy i unijny, poseł do Parlamentu Europejskiego II i III kadencji.

## Życiorys
Studiował prawo, ekonomię i nauki polityczne na Uniwersytecie Narodowym im. Kapodistriasa w Atenach. Kształcił się też w Centrum Studiów Europejskich Uniwersytetu w Nancy oraz na Université Libre de Bruxelles w zakresie prawa morskiego i powietrznego. W okresie nauki angażował się w różne organizacje studenckie. Za rządów czarnych pułkowników przebywał na emigracji, był wówczas członkiem komitetu centralnego socjaldemokratycznego ruchu emigrantów Dimokratiki Amina.
Od 1972 pracownik Komisji Europejskiej, w latach 1975–1979 był zastępcą dyrektora jej przedstawicielstwa w Atenach. Następnie do 1981 był wicedyrektorem Greckiego Banku Rozwoju Przemysłu ETVA, należał też do zarządu Unii Banków Greckich i Greckiego Centrum Kreatywności. Zajmował też stanowisko szefa firmy elektronicznej ELVIL (1978–1981) i wiceszefa przedsiębiorstwa górniczo-przemysłowego ELEVME.
Został członkiem Nowej Demokracji, objął funkcję rzecznika jej europarlamentarnej frakcji. W 1984 kandydował do Parlamentu Europejskiego, mandat zdobył 28 stycznia 1986 w miejsce Dimitriosa Ewrijenisa. W 1989 uzyskał reelekcję. Przystąpił go grupy Europejskiej Partii Ludowej, od lipca 1989 do stycznia 1992 pełnił funkcję jej wiceszefa. Został wiceprzewodniczącym Komisji ds. Kwestii Prawnych i Praw Obywatelskich (1987–1989) oraz Podkomisji ds. Walutowych (1992–1994), a także członkiem m.in. Komisji ds. Rolnictwa, Rybołówstwa i Rozwoju Wsi, Komisji ds. Stosunków Gospodarczych z Zagranicą oraz Komisji ds. Petycji.